# Sant Pere de Riudebitlles
Sant Pere de Riudebitlles è un comune spagnolo di 2 086 abitanti situato nella comunità autonoma della Catalogna.